# Talègol maleo
El talègol maleo (Macrocephalon maleo) és una espècie d'ocell de la família dels megapòdids (Megapodiidae) que viu a la selva dels turons de les illes de Sulawesi i Buton. En època de reproducció baixen fins al nivell del mar. És l'única espècie del gènere Macrocephalon Müller, S, 1846.

## Descripció
Fa entre 55 i 60 cm de llarg, amb un plomatge negre, la pell de la cara groguenca, l'iris de color marró vermellós, el bec de color ataronjat vermellós i les parts inferiors de color salmó rosat. La corona està ornamentada amb un casc prominent, ossi i fosc , que és l'origen del seu nom de gènere Macrocephalon (del grec makros que significa "gran" i kephalon que significa "cap"). Les potes, de color blau grisenc, tenen quatre urpes llargues i afilades, separades per una membrana. Els sexes són gairebé idèntics, sent la femella una mica més petita. Els ocells joves tenen el cap majoritàriament marronós i més pàl·lid, amb crestes curtes de color marró negre i parts superiors més marrons.